# SECISBP2
La proteína 2 de unión a SECIS (comúnmente conocida como SBP2 ) es una proteína que en los seres humanos está codificada por el gen SECISBP2 .

## Función
La incorporación de selenocisteína en una proteína requiere la acción concertada de un elemento de ARNm llamado secuencia de inserción sec (SECIS), un factor de elongación de traducción específico de selenocisteína y una proteína de unión a SECIS. Con estos elementos en su lugar, un codón UGA puede decodificarse como selenocisteína. SBP2 es una proteína nuclear que funciona como una proteína de unión a SECIS, pero la evidencia experimental indica que SBP2 es citoplasmático.

## Significación clínica
Las mutaciones en este gen se han asociado con una reducción en la actividad de una tiroxina desyodasa específica, una enzima que contiene selenocisteína y un metabolismo anormal de la hormona tiroidea.